# John Fante
John Fante (* 8. April 1909 in Denver, Colorado; † 8. Mai 1983 in Woodland Hills, Los Angeles) war ein US-amerikanischer Schriftsteller italienischer Abstammung.

## Leben

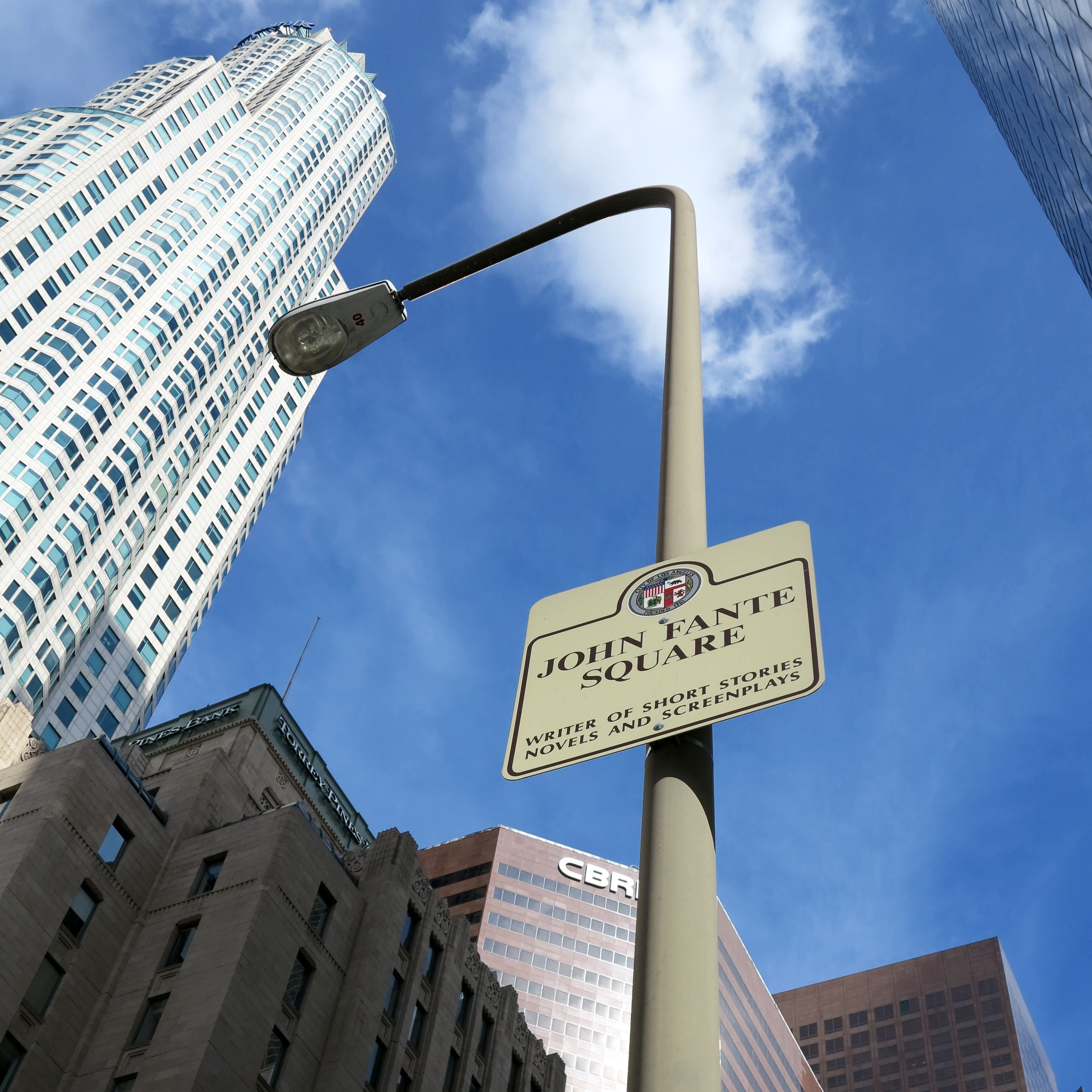
John Fante Square in Bunker Hill, Los Angeles

John Fante wuchs als Sohn italienischer Immigranten in Colorado auf. 1932 veröffentlichte John Fante seine erste Erzählung. Gefördert wurde er dabei von dem Kritiker Henry Louis Mencken, mit dem sich eine langanhaltende Korrespondenz entwickelte. 1938 erschien Fantes erster Roman „Wait until Spring, Bandini“ (dt. „Warte bis zum Frühling, Bandini“) und 1939 die Fortsetzung „Ask the Dust“ (dt. „Ich – Arturo Bandini“). Dieser Roman hatte großen Einfluss auf den amerikanischen Dichter und Schriftsteller Charles Bukowski, der später über sein Vorbild sagte: Fante war mein Gott.
„Ask the Dust“ erzählt die Geschichte des italienischstämmigen Arturo Bandini, der im Los Angeles der dreißiger Jahre versucht, als Schriftsteller zu leben. Er trinkt, ist ständig pleite und verliebt sich dann in die Kellnerin Camilla – eine Liebe, die in eine Hassliebe umschlägt.
Nach „Ask the Dust“ erschienen weitere Romane, die jedoch nicht an dessen Erfolg anknüpfen konnten. Um Geld zu verdienen, arbeitete Fante daraufhin als Drehbuchautor in Hollywood. Sein Drehbuch „Full of Life“ wurde 1952 für einen Oscar nominiert.
1978 erblindete Fante aufgrund einer seit 1959 bestehenden Zuckerkrankheit; bereits 1976 waren ihm beide Beine amputiert worden. Den letzten Roman „Dreams from Bunker Hill“ diktierte er 1982 seiner Ehefrau Joyce. Als er 1983 im Sterben lag, war Charles Bukowski einer der regelmäßigen Besucher an seinem Krankenbett, er schilderte seine Eindrücke in dem Gedicht „Tod eines Vorbilds“. Erst nach seinem Tod wurden mehrere weitere Romane und Erzählsammlungen veröffentlicht.
Fantes Schreibstil zeichnet sich durch Klarheit und Nähe zur Umgangssprachlichkeit aus.

## Ehrungen
In Los Angeles ist ein Platz nach John Fante benannt. Der PEN verlieh ihm posthum 1987 den „Lifetime Achievement Award“ für sein Lebenswerk.

## Werke
- Übers. Alex Capus: Arturo Bandini. Die Trilogie. Blumenbar, Berlin 2019[4]

Einzelwerke
1. Wait until Spring, Bandini, 1938
Übers. Alex Capus: Warte bis zum Frühling, Bandini. 2004 ISBN 3-442-54196-4
Übers. Kurt Pohl: Hau ab, Bandini. 1989 ISBN 3-442-09401-1
2. Ask The Dust, 1939
Übers. Werner Waldhoff: Ich, Arturo Bandini. Maro, 1982; wieder mit Vorw. Charles Bukowski: Goldmann 1987 ISBN 3-442-08809-7; wieder 2003 ISBN 3-442-54185-9
3. Dreams from Bunker Hill, 1982
Übers. Alex Capus: Warten auf Wunder. Goldmann, München 2006 ISBN 978-3-442-46122-6
Übers. Karl H. Mayer, Barbara Pohl: Warten auf Wunder. Goldmann, München 1987 ISBN 3-442-08845-3
- Full Of Life, 1952

Übers. Doris Engelke: Gemischte Gefühle. 1992 ISBN 3-442-41193-9
Übers. Doris Engelke: Voll im Leben. 2018 ISBN 978-3-87512-482-8
- The Brotherhood of the Grape. 1977

Übers. Michael Kirchert: Unter Brüdern. 1987 ISBN 3-442-08919-0; wieder Maro, Augsburg 2019
postum
- The Road to Los Angeles, 1985

Übers. Doris Engelke: Sein Weg nach Los Angeles. 1991 ISBN 3-442-09499-2
- 1933 Was a Bad Year, 1985

Es war ein merkwürdiges Jahr. 1988 ISBN 3-442-09217-5
Übers. Alex Capus: 1933 war ein schlimmes Jahr. 2016 ISBN 978-3-351-05031-3
- West of Rome, 1986

Übers. Doris Engelke: Westlich von Rom. 1990 ISBN 3-442-09785-1
- The wine of youth, 2002

Übers. Kurt Pohl, Karl H. Mayer: Eine Braut für Dino Rossi. 2002 ISBN 3-88288-017-1
Briefwechsel
- John Fante, Henry Louis Mencken: A personal correspondence 1930 – 1952. Hg. Michael Moreau. Black Sparrow, Boston 1989

## Verfilmungen
Literarische Vorlage
- 1940: Zum Bösen verdammt (East of the River)
- 1956: Alle Sehnsucht dieser Welt (Full of Life)
- 1957: Ein Herzschlag bis zur Ewigkeit (Jeanne Eagels)
- 1989: Warte bis zum Frühling, Bandini (Wait till Spring, Bandini)
- 2006: In den Staub geschrieben (Ask the Dust)
- 2019: Der Hund bleibt (Mon chien Stupide)

Drehbuch
- 1961: Auf glühendem Pflaster (Walk on the Wild Side)
- 1962: Ein sonderbarer Heiliger (The Reluctant Saint)
- 1966: Gefahr im Tal der Tiger (Maya)
- 1967: Big John macht Dampf (Something for a Lonely Man)